# Римска ваканция
„Римска ваканция“ (на английски: Roman Holiday) е американски игрален филм – романтична комедия, излязъл по екраните през 1953 година, режисиран от Уилям Уайлър с участието на Грегъри Пек и Одри Хепбърн в главните роли. Сценарият е написан от Долтън Тръмбо, Йън Маклилън Хънтър и Джон Дайтън.

## Сюжет
Внимание:  Текстът по-долу разкрива сюжета на произведението (или части от него)!
Филмът проследява историята на красивата принцеса Ан (Одри Хепбърн), която е на екскурзионна обиколка през няколко европейски столици. Пътуването ѝ е широко отразявано от медиите и следва стриктна програма за посещения и срещи. Една вечер отегчената принцеса решава да се измъкне от протокола и се впуска инкогнито из улиците на нощен Рим, където обстоятелствата я срещат с американския журналист Джо Брадли (Грегъри Пек).

## В ролите
| Актьор            | Роля                      |
| ----------------- | ------------------------- |
| Грегъри Пек       | Джо Брадли, журналист     |
| Одри Хепбърн      | принцеса Ан               |
| Еди Албърт        | Ървинг Радович            |
| Хартли Пауър      | Хенеси, редакторът на Джо |
| Харкорт Уилямс    | посланикът                |
| Маргарет Раулингс | контеса Верберг           |
| Тулио Карминати   | генерал Провно            |
| Паола Борбони     | чистачката                |
| Лаура Солари      | секретарката              |

## Награди и номинации
„Римска ваканция“ е сред основните заглавия на 26-ата церемония по връчване на наградите „Оскар“, където е номиниран за отличието в цели 10 категории. Печели 3 от тях, в това число „Оскар“ за най-добра женска роля за Одри Хепбърн. През 1999 г. филмът е избран като културно наследство за опазване в Националния филмов регистър към Библиотеката на Конгреса на САЩ.
| Награди и номинации                                         | Награди и номинации                             | Награди и номинации               | Награди и номинации                             | Награди и номинации |
| Награда                                                     | Категория                                       | Име                               | Резултат                                        |                     |
| ----------------------------------------------------------- | ----------------------------------------------- | --------------------------------- | ----------------------------------------------- | ------------------- |
| награди „Оскар“-1954                                        | най-добра актриса                               | Одри Хепбърн                      | награда „Оскар“                                 |                     |
| награди „Оскар“-1954                                        | най-добър сценарий на филм                      | Долтън Тръмбо                     | награда „Оскар“                                 |                     |
| награди „Оскар“-1954                                        | най-добри костюми в черно-бял филм              | Едит Хед                          | награда „Оскар“                                 |                     |
| награди „Оскар“-1954                                        | най-добър филм                                  | „Римска ваканция“                 | номинация                                       |                     |
| награди „Оскар“-1954                                        | най-добра пъддържаща мъжка роля                 | Еди Албърт                        | номинация                                       |                     |
| награди „Оскар“-1954                                        | най-добър режисьор                              | Уилям Уайлър                      | номинация                                       |                     |
| награди „Оскар“-1954                                        | най-добра операторска работа                    | Хенри Алекан и Франц Планер       | номинация                                       |                     |
| награди „Оскар“-1954                                        | най-добър сценарий                              | Йън Маклилън Хънтър и Джон Дайтън | номинация                                       |                     |
| награди „Оскар“-1954                                        | най-добър художествен директор в черно-бял филм | Хал Перейра и Уолтър Х.Тайлър     | номинация                                       |                     |
| награди „Оскар“-1954                                        | най-добър монтаж                                | Робърт Суинк                      | номинация                                       |                     |
| награди „Златен глобус“-1954                                | най-добра драматична актриса                    | Одри Хепбърн                      | награда „Златен глобус“                         |                     |
| награди „BAFTA“-1954                                        | най-добра британска актриса                     | Одри Хепбърн                      | награда „BAFTA“                                 |                     |
| награди „BAFTA“-1954                                        | най-добър филм на САЩ                           | „Римска ваканция“                 | номинация                                       |                     |
| награди „BAFTA“-1954                                        | най-добър чуждестранен актьор                   | Еди Албърт                        | номинация                                       |                     |
| награди „BAFTA“-1954                                        | най-добър чуждестранен актьор                   | Грегъри Пек                       | номинация                                       |                     |
| награди „Bambi“-1954                                        | най-добра актриса                               | Одри Хепбърн                      | номинация                                       |                     |
| награди „Bambi“-1954                                        | най-добър актьор                                | Грегъри Пек                       | номинация                                       |                     |
| награди на Нюйоркската филмова критика-1953                 | най-добра актриса                               | Одри Хепбърн                      | награда NYFCC                                   |                     |
| награди на Нюйоркската филмова критика-1953                 | най-добър филм                                  | „Римска ваканция“                 | 3-то място                                      |                     |
| награди на Гилдията на американските режисьори-1954         | най-добър режисьор                              | Уилям Уайлър                      | номинация                                       |                     |
| награди на Гилдията на американските сценаристи – 1954      | най-добър американски сценарий за комедия       | Йън Маклилън Хънтър и Джон Дайтън | награда „WGA“                                   |                     |
| награди на Националния съвет на кинокритиците на САЩ – 1953 | най-добрите 10 филма                            | „Римска ваканция“                 | включване в десетката                           |                     |
| награди на Кинофестивала във Венеция – 1953                 | „Златен лъв“                                    | Уилям Уайлър за „Римска ваканция“ | номинация                                       |                     |
| Национален филмов регистър на САЩ-1999                      | най-значими американски филми                   | „Римска ваканция“                 | включване сред 25-те избрани филма през 1999 г. |                     |

## Галерия
- Одри Хепбърн
- Грегъри Пек
- Грегъри Пек, Одри Хепбърн и Еди Албърт